# Incursione di Al Kudr
L'incursione di al-Kud fu una spedizione contro la tribù dei Banu Saleem, ed ebbe luogo subito dopo la battaglia di Badr nell'anno 2 dell'Egira del calendario islamico. La spedizione fu ordinata da Maometto dopo aver ricevuto informazioni che i Banu Saleem stessero pianificando di invadere Medina.
Questo fu il primo contatto di Maometto con gli abitanti del Bahrein. Infatti, gli giunsero notizie che alcune tribù stavano radunando un esercito in marcia dal Bahrein.
Maometto reagì lanciando un attacco preventivo contro la loro base ad al-Kudr, che all'epoca era un abbeveratoio. La tribù, sentendo la notizia, fuggì. Maometto catturò 500 dei loro cammelli durante il raid e li distribuì tra i suoi combattenti. Tenne inoltre per sé un quinto del bottino come khums.
Questo evento è menzionato nella biografia di Maometto di Ibn Hisham e in altri libri storici. Tra le fonti secondarie moderne che lo citano c'è il libro pluripremiato Ar-Raheeq Al-Makhtum (Il nettare sigillato).